# Othonna pavelkae
Othonna pavelkae là một loài thực vật có hoa trong họ Cúc. Loài này được Lavranos mô tả khoa học đầu tiên năm 2002.